# ديف باسكال
ديف باسكال (بالإنجليزية: Dave Pascal)‏ هو رسام كارتون أمريكي، ولد في 1918 في مانهاتن في الولايات المتحدة، وتوفي في 3 مارس 2003 في نيويورك في الولايات المتحدة.